# Whistle (canción de Blackpink)
«Whistle» (en hangul, 휘파람) es el sencillo debut del grupo femenino surcoreano Blackpink. Fue lanzado como un sencillo digital, titulado Square One, el 8 de agosto de 2016 por YG Entertainment y distribuido por KT Music. El sencillo tiene un doble A-side, «Whistle» y «Boombayah». Las letras fueron escritas por Teddy Park, Bekuh BOOM y B.I, y la música fue compuesta por Teddy, Future Bounce y Bekuh BOOM.
Para promocionar el sencillo, Blackpink interpretó tanto «Whistle» como «Boombayah» en el programa musical Inkigayo de SBS el 14 de agosto de 2016. Las canciones fueron un éxito comercial, y «Whistle» encabezó Gaon Digital Chart.

## Antecedentes y lanzamiento
«Whistle» fue lanzado el 8 de agosto de 2016 a las 8PM (KST) como un sencillo digital titulado Square One junto con «Boombayah» a través de varios portales digitales en Corea del Sur y en iTunes para el mercado global. Es una canción que inicia con una explosión de bajos y sintetizadores, bajo unos silbidos, con toques electrónicos, dando una atmósfera más dinámica y reflectiva de la canción, junto a toques acústicos y Beats minimalistas de Hip-Hop

## Vídeo musical
El vídeo musical de «Whistle» fue dirigido por Beomjin J de VM Project Architecture, quien también dirigió «Monster» de EXO y «The 7th Sense» de NCT U. El vídeo musical de «Boombayah», el lado B, fue dirigido por Seo Hyun Seung, quien también dirigió «I Am the Best» de 2NE1 y «Fantastic Baby» de Big Bang. Fueron lanzados en el canal oficial de YouTube de Blackpink el 8 de agosto de 2016. Los vídeos se volvieron virales poco después de su subida, con ambos superando los diez millones de visitas en cinco días. En junio de 2020, el vídeo superó las 500 millones de visitas.
El 18 de agosto, el vídeo de práctica de «Whistle» fue liberado a través de sus redes.

## Promoción
Con el fin de promover Square One, Blackpink celebró un debut en el escenario interpretando «Whistle» y «Boombayah» en Inkigayo el 14 de agosto de 2016. Una semana más tarde, el 21 de agosto, el grupo ganó su primer trofeo de programa musical gracias a «Whistle» en Inkigayo, convirtiéndose en el grupo de chicas más rápido para lograr esta hazaña.

## Recepción de la crítica
Jeff Benjamin de Billboard K-Town, dijo que "abrazan la sensibilidad del hip-hop y los sonidos listos para el club con los que sus mayores obtuvieron un seguimiento internacional", refiriéndose a sus compañeros de agencia PSY, Big Bang y 2NE1.
Brittany Spanos de Rolling Stone en «10 New Artists You Need to Know: September 2016» dijo que suena como un "matrimonio perfecto" de k-pop y A-town (Atlanta) tramp.

## Rendimiento comercial
En Corea del Sur, «Whistle» alcanzó el Perfect All-Kill (PAK), en la industria coreana, es decir, alcanzó el primer lugar en las seis principales listas de música de Corea del Sur de manera simultánea (Melon, Genie, FLO, VIBE, Bugs! y Soribada), tanto en tiempo real como de forma diaria, posicionándola en el primer lugar del iChart. Esto convirtió a Blackpink en el primer  grupo en lograr ese estado con su sencillo debut. Además, la canción se posicionó en una buena posición de Gaon Digital Chart desde el 7 al 13 de agosto de 2016, con 150.747 descargas vendidas y 4.302.547 de streams.
En los Estados Unidos, «Whistle» entró en el número dos en la lista. Ambas canciones vendieron unas seis mil descargas cada una, con «Boombayah» vendiendo un poco más. En su segunda semana dentro de la lista, «Whistle» se posicionó en el puesto tres para la semana tres de septiembre de 2016.

## Lista de canciones
| Descarga digital |             |                        |                                  |                      |          |  |
| N.º              | Título      | Letras                 | Música                           | Arreglo              | Duración |  |
| 1.               | «Whistle»   | B.I, Teddy, Bekuh BOOM | Teddy, Future Bounce, Bekuh BOOM | Teddy, Future Bounce | 3:32     |  |
| 2.               | «Boombayah» | Teddy, Bekuh BOOM      | Teddy, Bekuh BOOM                | Teddy                | 4:01     |  |
| 7:33             |             |                        |                                  |                      |          |  |

## Reconocimientos

### Premios y nominaciones
| Año  | Evento                  | Premio                      | Resultado | Ref.   |
| ---- | ----------------------- | --------------------------- | --------- | ------ |
| 2016 | Mnet Asian Music Awards | Mejor vídeo musical         | Ganador   | [ 19 ] |
| 2016 | Kpop Starz Awards       | Mejor canción k-pop del año | Nominado  | [ 20 ] |
| 2017 | Gaon Chart Music Awards | Canción del año - agosto    | Ganador   | [ 21 ] |
| 2017 | Golden Disk Awards      | Bonsang digital             | Nominado  | [ 22 ] |
| 2017 | Soompi Awards           | Canción del año             | Nominado  | [ 23 ] |
| 2018 | Genie Music Awards      | Meor grupo femenino         | Nominado  | [ 24 ] |

### Premios en programas de música
| Programa            | Fecha                    | Ref.   |
| ------------------- | ------------------------ | ------ |
| Inkigayo (SBS)      | 21 de agosto de 2016     | [ 25 ] |
| Inkigayo (SBS)      | 11 de septiembre de 2016 | [ 26 ] |
| M! Countdown (Mnet) | 8 de septiembre de 2016  | [ 27 ] |

### Listados de fin de año
| Publicación          | Lista                                          | Ranking  | Ref.   |
| -------------------- | ---------------------------------------------- | -------- | ------ |
| BuzzFeed             | The 40 Most Underrated Pop Songs Of 2016       | 6.º      | [ 28 ] |
| COPE                 | 10 canciones fundamentales del pop coreano     | Incluida | [ 29 ] |
| Entertainment Weekly | 8 Hot Under the Radar Singles                  | Incluida | [ 30 ] |
| KultScene            | Best Korean MVs Of 2016                        | Incluida | [ 31 ] |
| KultScene            | 50 Best Korean Songs Of 2016: Part 1           | 29.º     | [ 32 ] |
| Verge Magazine       | Las 10 mejores canciones de Blackpink          | 8.º      | [ 33 ] |
| YouTube              | Top 10 Most-Watched K-Pop Music Videos of 2016 | 8.º      | [ 34 ] |

### Listados de fin de década
| Publicación | Lista                                      | Ranking | Ref.   |
| ----------- | ------------------------------------------ | ------- | ------ |
| Billboard   | The 100 Greatest K-Pop Songs of the 2010's | 26.º    | [ 35 ] |
| KultScene   | The 100 Best K-Pop Songs of the 2010s      | 53.º    | [ 36 ] |
| Medium      | The 25 Best K-pop Songs of 2010's          | 6.º     | [ 37 ] |

## Posicionamiento en listas

### Listas semanales
| Lista (2016)                             | Mejor posición |
| ---------------------------------------- | -------------- |
| Corea del Sur (Gaon Digital Chart)       | 1              |
| Estados Unidos (Billboard Digital Songs) | 2              |
| Filipinas (Philippine Hot 100)           | 95             |
| Finlandia (Suomen virallinen lista)      | 24             |

## Historial de lanzamiento
| País   | Fecha               | Formato                    | Sello                      | Ref.   |
| ------ | ------------------- | -------------------------- | -------------------------- | ------ |
| Varios | 8 de agosto de 2016 | Descarga digital streaming | YG Entertainment, KT Music | [ 41 ] |